# 2563 Boyarchuk
2563 Boyarchuk este un asteroid din centura principală, descoperit pe 22 martie 1977 de Nikolai Cernîh.